# Konferencija u Godijevu
Konferencija u Godijevu je bila konferencija koju su početkom oktobra 1942 u selu Godijevu, srez Bijelo Polje, u Crnoj Gori tokom drugog svetskog rata održali komandanti odreda Sandžačke Muslimanske milicije. Na konferenciji su doneli odluke da uz pomoć Ustaša i Albanaca izvrše etničko čišćenje Srba na desnoj obali reke Lim da bi se deo teritorije Sandžaka pripojio Velikoj Albaniji a deo Nezavisnoj Državi Hrvatskoj.
Sandžačku Muslimansku miliciju su osnovale Ustaše na početku okupacije Jugoslavije u aprilu 1941 i ona je odmah po osnivanju organizovala i sprovodila kampanje napada na Srbe. Tokom ustanka u Crnoj Gori Muslimanska milicija je aktivno učestovala u gušenju ustanka zajedno sa okupacionim snagama usput vršeći masovne zločine nad civilnim hrišćanskim stanovništvom. U drugoj polovini 1942 godine Muslimanska milicija je bila favorizovana i intenzivno naoružavana od strane italijanskih okupatora pa su njeni lideri nastavili sa ratobornim stavovima prema Srbima i planovima da izvrše etničko čišćenje Srba sa teritorije pod njihovom kontrolom.
Kada su za svoje namere obezbedili podršku Ustaša i Velike Albanije, kako u oružju i opremi tako i u ljudstvu komandanti odreda Sandžačke Muslimanske milicije Osman Rastoder, Ćazim Sijarić, Husein Rovčanin, Sulejman Pačariz i drugi su održali konferenciju početkom oktobra 1942 u selu Godijevo. Shodno četničkim izvorima, na konferenciji su učestvovali i predstavnici Ustaša. Većina komandanata odreda Muslimanske milicije Sandžaka je podržala predloge da se izvrši etničko čišćenje pravoslavnog stanovništva na desnoj obali reke Lim. Cilj planiranog etničkog čišćenja srpskog stanovništva je bio da se na ovaj način ukloni prepreka objedinjavanju teritorija većinski naseljenih muslimanima  u Sandžaku i njihovom pripajanju Velikoj Albaniji i Nezavisnoj Državi Hrvatskoj. Na ovaj način bi se obezbedio trajno privilegovan položaj muhamedanaca u odnosu na pravoslavce i potisnule snage koje su želele obnovu Kraljevine Jugoslavije kao države koju muslimani nisu nikada prihvatili.
Posledice odluka konferencije u Godijevu i njihovog sprovođenja su bile katastrofalne i za same Muslimane i za lokalno srpsko stanovništvo. Komanda Limsko-sandžačkih četničkih odreda je preko svojih obaveštajnih kanala saznala za odluke konferencije u Godijevu. To je bilo očigledno i na terenu jer su već polovinom oktobra 1942 intenziviranjem napada na Srbe u Bjelopoljskom srezu muslimani krenuli u realizaciju odluka konferencije u Godijevu i započeli ozbiljnu mobilizaciju i naoružavanje svojih snaga uz pomoć Velike Albanije i NDH. Kada su primetili da Italijani ne čine ništa da spreče ove akcije Muslimanske milicije, Četnički štab je shvatio da se moraju sami obračunati sa njima. Na svojoj konferenciji održanoj u Šahovićima krajem novembra 1942 četnici su zauzeli stav o potrebi da se stvori država Srba, Hrvata i Slovenaca, bez manjina koje su se pokazale nelojalnim. U cilju osvete za dotadašnje akcije muslimana protiv hrišćana i preventivnog sprečavanja daljih akcija Muslimana planiranih na konferenciji u Godijevu, četnici su početkom januara i u februaru 1943 napali Muslimansku miliciju na teritoriji Bijelog Bolja, Pljevalja, Priboja, Čajniča i Foče i ubili više od 2.000 propadnika Muslimanske milicije i nekoliko hiljada civila, uključujući i žene i decu.

## Pozadina

### Ustaše osnivaju i naoružavaju Muslimansku miliciju Sandžaka
Kada je u aprilu 1941 došlo do okupacije Kraljevine Jugoslavije od strane sila osovine teritorija Sandžaka je uglavnom potpala pod kontrolu Ustaša shodno apelima muslimanskih lidera iz Sandžaka i Bosne i Hercegovine da se Sandžak pripoji NDH i da se pošalju Ustaše u svaki srez u Sandžaku. Ustaše su ionako smatrale Sandžak integralnim delom NDH jer su smatrali da su Muslimani koji su činili značajan deo stanovništva Sandžaka etnički Hrvati. U periodu između 28 aprila i 8 maja 1941 Ustaše su zaposele teritoriju Sandžaka i postepeno do Augusta 1941 osnivale odrede Ustaške Muslimanske milicije u Sandžaku u većim naseljenim mestima, uključujući Brodarevo, Komaran, Hisardžik i delove Novog Pazara, Štavičkog sreza i Sjenice. Kao i u ostalim delovima pod kontrolom NDH i u Sandžaku je došlo do masovnih zločina nad srpskim stanovništvom.
Ustanak protiv okupacionih snaga sila osovine u junu i julu 1941 je razotkrio podeljenost stanovništva okupirane Jugoslavije, uključujući i teritoriju Sandžaka, po etničkoj liniji i njihovog svrstavanja na različite strane. Kada je u pitanju teritorija Sandžaka i Crne Gore, Srbi su masovno učestvovali u ustanku protiv okupatora organizovani u četničke odrede Jugoslovenske Vojske u Otadžbini ili komunističke naoružane odrede dok su se Muslimani svrstali uz okupatora i Ustaše i učestvovali u gušenju ustanka sistematski napadajući srpsko stanovništvo. Nakon uspostave okupacionih zona na teritoriji Jugoslavije, Crnogorski deo Sandžaka uglavnom potpada pod Italijansku okupacionu zonu i izuzima se iz teritorije NDH a ustaše se povlače iz Sandžaka do kraja septembra 1941.

### Dodatno naoružavanje Muslimanske milicije od strane Italijana
U drugoj polovini 1942 Italijani su favorizovali Muslimansku miliciju da bi stvorili "kontra-teg" narasloj snazi Četnika jer su se plašili da će se Četnici nakon uspešnog obračuna sa komunistima okrenuti protiv njih jer su bili pod uticajem Draže Mihailovića i Engleza. Zbog toga je u drugoj polovini 1942 je došlo do stvaranja uslova za intenziviranja sukoba između hrišćana i muslimana za koje dobar deo krivice snose Italijani i njihova politika naizmeničnog favorizovanja hrišćana ili muhamedanaca.  Tada je u Sandžaku ponovo došlo do učestalih sukoba između naoružanih Srba i muslimana, što je dovelo do toga da deo vođa Muslimanske milicije nastavi sa planovima da izvrše etničko čišćenje Srba sa teritorije pod njihovom kontrolom. Većina muslimanskih lidera je imala ratoboran stav još od samog početka okupacije kada su u pitanju naselja u Sandžaku sa značajnim ili većinskim srpskim stanovništvom jer su ova naselja formirala pojas koji je činio prepreku nastojanjima muslimana da se teritorijalno povežu u kompaktnu teritorijalnu celinu naseljenu muslimanima.

## Odluke konferencije o etničkom čišćenju Srba i priključenju Velikoj Albaniji i NDH
Na konferenciji su učestvovali komandiri odreda Sandžačke Muslimanske milicije Osman Rastoder, Ćazim Sijarić, Husein Rovčanin, Sulejman Pačariz  i doneli su odluku da napadnu srpsko stanovništvo sela u okolini Sjenice i ostalim delovima Sandžaka. Vojislav Lukačević je isticao da su na konferenciji u Godijevu bile prisutne i Ustaše i članovi Kosovskog Komiteta.
Sulejman Pačariz se tokom konferencije naročito zalagao za aktivnu borbu protiv Srba. Rastoder je takođe isticao da se "obavezno stupi u borbu" protiv četnika. Sijarić se protivio ovim predlozima ali je bio preglasan jer je Rastoder dobio podršku većine prisutnih postavši najuticajniji komandant među ostalim komandantima Muslimanske milicije Sandžaka. Na konferenciji u Godijevu je doneta odluka da se "glavnom snagom" napadne prvo selo Ćaloviće, a nakon njega sela Mojstir, Crvsko i Bare i na taj način onemogući da Kordić sakupi četnike i organizuje otpor.
Sledeći korak nakon planiranog etničkog čišćenja pravoslavnih stanovnika Sandžaka je bio prisajedinjenje većeg dela Sandžaka Velikoj Albaniji, za šta su se naročito zalagali Osman Rastoder, Ćazim Sijarić i Hasan Zvizdić. Pripadnici Sandžačke Muslimanske milicije iz Pljevalja, Čajniča and Foče su pripremali etničko čišćenje Srba koji su živeli na teritoriji pod njihovom kontrolom. Muslimanski lideri iz Fočanskog, Čajničkog i Pljevaljskog sreza su se zalagali da se ova teritorija vrati u okvire NDH i zbog toga su se upustili u sukob sa četnicima. Prema Četničkim izvorima iste planove su imale i muslimanske snage iz Sjenice, Priboja i Bijelog Polja. Za svoje namere su obezbedili podršku Ustaša a takođe su uspostavili i saradnju sa Kosovskim komitetom. Ulazak Sandžaka u Veliku Albaniju i NDH bi garantovao trajno privilegovan položaj muhamedanaca u odnosu na pravoslavce. Obračun sa pravoslavnim stanovništvom koji su tražili muslimani je na kraju trebalo da ima za posledicu potiskivanje snaga koje su želele obnovu Кraljevine Jugoslavije kao države koju muslimani nisu nikada prihvatili.
Nakon konferencije Osman Rastoder je otputovao u Tiranu da traži podršku za sprovođenje odluka konferencije u Godijevu i tražeći da se granica Velike Albanije proširi na teritoriju Crne Gore i obuhvati područje do reke Lim. Shodno njihovom zahtevu jake snage naoružanih Muslimana i Albanaca su bile raspoređene na liniji Rugovo - Murino - Plav - Gusinje. Svoje zahteve za priključenje delova Crne Gore Velikoj Albaniji su i Rastoder i Zvizdić ponovili krajem oktobra na sastanku sa italijanskim ministrom za razgraničenje.

## Rezultirajući napadi na Srbe
Na čitavoj teritoriji Sandžaka je došlo do mobilizacije snaga Muslimanske milicije, njihovog dodatnog naoružavanja i opremanja od strane Ustaša, Velike Albanije pa čak i od strane Italijana. Već polovinom oktobra je došlo do dobro isplaniranog i organizovanog napada snaga Muslimanske milicije na hrišćane u Bijelopoljskom srezu i njihovog ozbiljnog napredovanja praćenog popustljivošću Italijana prema njima. Planovi najvećeg broja komandanata Muslimanske milicije Sandžaka o etničkom čišćenju Srba su već bili u poodmakloj fazi na bazi odluka sa konferencije u Godijevu,  kada je 18 oktobra 1942 zalaganjem Blaža Đukanovića i pukovnika Barasija sklopljen  u Bijelom Polju dogovor između pojedinih vođa Muslimana i pravoslavaca da će se aktivno raditi na međusobnom popravljanju odnosa. Zbog toga je ovaj dogovor ostao bez većeg uticaja.
Krajem decembra 1942 oko 3,000 Muslimana je napalo srpsko selo Buđevo i nekoliko drugih sela u Sjeničkom okrugu, ubijajući njihove stanovnike i paleći njihove kuće. U Buđevu su Muslimani ubili 40 žena i dece i jednog starca. U isto vreme Muslimani iz Rožaja i Bihora su ispoljili slične agresivne aktivnosti usmerene protiv nezaštićenog pravoslavnog stanovništva.

## Reakcija četničkih odreda JVuO
„kada ste napadnuti kao Jevreji, morate se braniti kao Jevreji“ - Hannah Arendt— Izjava za koju istoričar Milutin Živković nalazi najbolje objašnjenje za reakciju Srba na napade Muslimanske milicije
Prelomni momenat u odnosu četnika prema napadima muslimana na Srbe na desnoj obali Lima se dogodio polovinom oktobra 1942 kada je Pavle Đurišić bio sprečen od strane Italijana da sa svojim odredima pređe na desnu obalu Lima i "spreči napredovanje muslimana" jer su italijanske snage preuzele obavezu da spreče napade muslimana na hrišćane. Kada su uvideli da Italijanske snage nisu ništa preduzele da spreče ubistva Srba, u komandi Limsko-sandžačkih četničkih odreda su shvatili da će morati da se sami obračunaju sa odredima Muslimanske milicije. Dodatne podsticaje stavu da je potreban preventivni obračun sa Muslimanskom milicijom su pružile vesti o progonu Srba na ostalim teritorijama pod kontrolom Muslimanske milicije i Velike Albanije, veliki broj porodica izbeglih sa ovih teritorija kao i Konferencija četničke intelektualne omladine Crne Gore, Boke i Sandžaka održana u Šahovićima krajem novembra 1942 na kojoj je usvojeno stanovište o potrebi da se stvori država Srba, Hrvata i Slovenaca, bez manjina koje su se pokazale nelojalnim i opasnim. Na ovoj konferenciji je postalo očigledno da je raspoloženje naroda za osvetu prema muslimanima bilo veliko i da se samo čekao pravi trenutak za sukob širokih razmera sa Muslimanskom milicijom i muslimanskim civilnim stanovništvom.
Otvaranje sukoba većih razmera je započelo muslimanskoalbanskim napadima na Vitomiricu i Buđevo krajem decembra 1943 koji su naređeni iz sedišta vlasti Velike Albanije u Tutinu i Peći. Napad na Vitomiricu a zatim i na Buđevo je bio nastavak ranije pokrenute ofanzive usmerene protiv hrišćana sa ciljem proširivanja Velike Albanije sve do reke Lim. Zbog početnog poraza Muslimanske milicije u napadu na Buđevo, njihova koncentrična akcija protiv srpskog stanovništva je doživela neuspeh. Ovi napadi muslimana na Srbe su izazvali reakciju komande četničkih odreda JVuO u Kolašinu i napad četnika pod komandom Pavla Đurišića na položaje Muslimanske milicije na desnoj obali reke Lim. U napadu četnika na Muslimansku miliciju u selima Bjelopoljskog sreza je ubijeno oko 1.000 pripadnika Muslimanske milicije i oko 3.000 civila, uključujući i žene i decu. U februaru 1943 četničke jedinice su napale Muslimansku miliciju na teritoriji Bijelog Bolja, Pljevalja, Priboja, Čajniča i Foče ubivši pri tome oko 1.200 pripadnika Muslimanske milicije i više hiljada muslimanskih civila.
Srpsko stanovništvo je napad četnika u toku januara i februara 1943 percipirao kao osvetu u borbi na život ili smrt sa Muslimanima radi prevencije budućih akcija Muslimana usmerenih protiv Srba do kojih će ipak doći u dva navrata tokom 1943.